# Чайлд, Лидия Мария
Лидия Мария Чайлд (англ. Lydia Maria Child; 11 февраля 1802 — 20 октября 1880) — видная представительница американского аболиционизма, активистка движения за защиту прав женщин, борец за права индейцев, писательница и журналистка.

## Биография

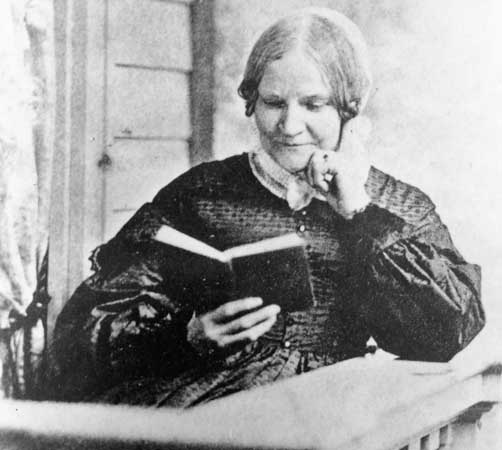
Лидия Мария Чайлд читающая книгу, 1870 год

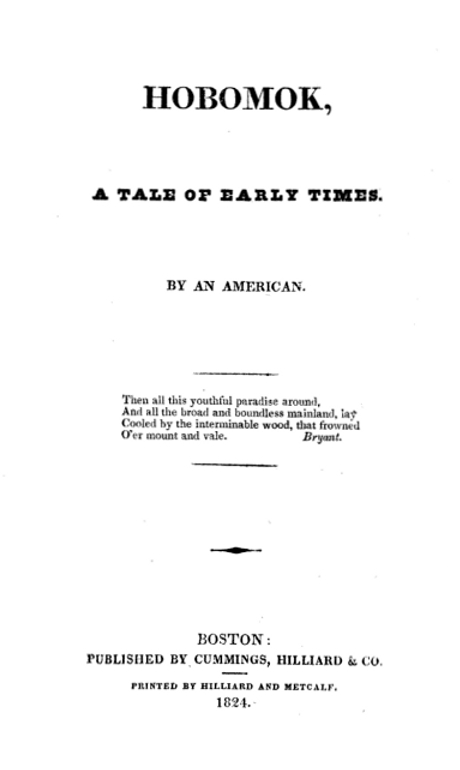
Титульная страница романа «Hobomok», 1824

Родилась в городе Мидфорд, штат Массачусетс, в семье Сюзанны Рэнд Франсис и Конверса Франсиса. Училась сначала в школе для девочек, а затем в женском лицее. После смерти матери перебралась жить к старшей сестре в Мэн, где училась на учителя. В 1824 году основала собственную частную школу в Уотертауне (Массачусетс). В 1826 году начала печататься в журнале Juvenile Miscellany, первом ежемесячном журнале для детей в США, в котором проработала восемь лет. Вслед за братом Конверсом примкнула к Унитарианской церкви.
Преподавательской деятельностью она занималась вплоть до 1828 года, когда вышла замуж за юриста из Бостона Дэвида Ли Чайлда, который вёл активную политическую борьбу. Именно он вовлёк Лидию в борьбу за права индейцев и аболиционизм.
Лидия Мария Чайлд долгие годы дружила с другой активисткой борьбы за права женщин, Маргарет Фуллер. Она часто принимала участие в «беседах», которые организовывала Фуллер в книжном магазине
Элизабет Пибоди в Бостоне. Среди других друзей Лидии была и Гарриет Уинслоу Сьюэлл, которая, в частности, подготовила дневники и письма Лидии к публикации после смерти писательницы.
Чайлд написала свой первый роман в 1824 году. «Hobomok: A Tale of Early Times» рассказывал о межрасовом браке белой женщины и индейца и рождении в этой семье сына. Роман был опубликован под безличным псевдонимом Американец (англ. An American). В литературном сообществе роман вызвал скандал и был раскритикован.
Лидия Мария Чайлд является автором слов популярной в США песни, которая исполняется на День благодарения — «Over the River and through the Woods».
В 1860-х годах Чайлд писала памфлеты на тему прав индейцев. Наиболее заметным произведением этого периода стало эссе «An Appeal for the Indians», 1868 года. Эссе вызвало большой отклик в американском обществе и дало начало реформам.
Чайлд умерла в 1880 году в своём доме в Вэйлэнде (Массачусетс).